# Clara Johanna Förstner
Clara Johanna Förstner (* 30. August 1850 als Clara Johanna Müller in Krosigk, Provinz Sachsen; † 4. Oktober 1907 in der Zeche Engelsburg bei Weitmar/Westf.) war das Pseudonym der deutschen Schriftstellerin Clara Johanna Langensiepen, die hauptsächlich deutsche Märchen veröffentlichte.

## Leben
Clara Johanna Förstner wurde in Krosigk im Saalkreis als Tochter eines Lehrers geboren, der später zum Bürgermeister der Stadt Wettin gewählt wurde. Unterrichtet wurde sie jedoch von dem in Krosigk amtierenden Pastor Otto und dessen ältesten Sohn Adolf. Zu diesem pflegte Clara stets eine brüderliche Freundschaft.
Ihrer schriftstellerischen Tätigkeit kam sie bereits als junges Mädchen nach. Heimlich schrieb sie dort für ihrer Ansicht nach „Wurstblättchen“. Nach ihrer Heirat hat ihr schriftstellerisches Talent noch nicht den von ihr angestrebten Höhepunkt erreicht, weshalb sie ihre Tätigkeit fortsetzte.
Ihr erster Ehemann war Rendant bei der Stadtsparkasse in Quedlinburg. Er versuchte stets seine Frau in ihrem Schaffen zu unterstützen. Nach seinem Tod und dem Tod der gemeinsamen Kinder, fühlt sie sich vereinsamt und von ihrer Schaffenskraft verlassen. 1892 zog sie nach Elberfeld, nachdem ihr Ehemann und ihre beiden Kinder verstarben.
1895 zog sie erneut um, diesmal nach Höntrop. Doch dies sollte nicht ihr finales Zuhause darstellen. Zuletzt lebte sie in Engelsburg bei Weitmar. Dort verlor sie zunächst ihren zweiten Ehemann am 20. September 1907. Zwei Wochen später, am 4. Oktober 1907, starb auch sie.

## Der Brocken als Schauplatz
Schon in Johann Wolfgang von Goethes Werk „Faust Der Tragödie erster Teil“ diente der Brocken als Schauplatz für das Kapitel der „Walpurgisnacht“. Deutlich erkennbar ist dies an dem Vers
Die Hexen zu dem Brocken ziehen
Auch die Beschreibung zu Beginn der Szene lässt darauf schließen, dass die Walpurgisnacht im „Harzgebirg“ spielt.
Grund für diesen Schauplatz ist, dass im Harz viele Sagen und Legenden entspringen. Schon die alten Sachsen feierten dort ihr jährliches Frühlingsfest mit Freudenfeuer und Tanz. Der Brocken solle häufig von Nebelschichten umgeben sein, welcher im Sturm alle erdenklichen Gestalten annehme und dadurch die Fantasie mit den wildesten Bildern belebe.
Aus dem Sagenkreise des Vater Brocken von Clara Johanna Förstner thematisiert im ersten Kapitel ebenfalls die Walpurgisnacht. Auch hier ist der Schauplatz, wie der Buchtitel es verrät, der Brocken, welcher auch Blocksberg genannt wird.
Grob geht es in diesem Kapitel darum, dass ein Knabe eine „fromme Pate“ hat. Diese ist mit einem Müller verheiratet. Der Knabe zog zu den beiden und wuchs dort auf. Eines Tages schickt der Müller den Knaben auf Wanderschaft. Einst kommt er an einer Mühle spät abends an. Er will dort sein Nachtlager aufschlagen und es wird ihm von dem Müller gewährt. Der Müller hat eine wunderschöne Tochter. Kurz darauf sind die beiden ein Brautpaar. Der Müllerin jedoch gefällt das nicht, da der Knabe stets geistliche Lieder singt und von Kirche zu Kirche pilgert. Sie versucht ihre Tochter gegen ihren Geliebten aufzubringen. Als die beiden eine schwarze Katze sehen ruft Annemarie, die Tochter der Müllerin laut auf:
Ach, die Mutter!
Später wird er von einer weißen und schwarzen Katze aus dem Traum gerissen. Es stellt sich heraus, dass es Annemarie und die Müllerin sind. Schnell steigt der Knabe hinter das Mädchen auf den Truthahn und sie beginnen in die Luft zu steigen und zu fliegen. Die Müllerin sitzt auf einem Esel. Er befindet sich einige Momente später auf dem Blocksberg, wo die Walpurgisnacht bereits ihren vollen Lauf genommen hat. Während dieser Nacht werden Rituale mit den verschiedensten Gestalten vollzogen. Gegen Ende der Geschichte will der Bursche wieder zurück zur Mühle. Doch die Müllerin traut ihm nicht und verwandelt ihn in einen Esel aus Angst er könnte es ihrem Mann weitererzählen.

## Werke
- Festtage des Kindergartens. Eine Sammlung der beliebtesten Spiele und Lieder für die Kinderfeste im Kindergarten und in den Elementarklassen der deutschen Schule. Quedlinburg 1883 (als Johanna Müller).
- Für kleine Leute. Neue Märchen, Sagen und Geschichten für brave Kinder. Bagel. Mülheim a. d. Ruhr 1883 (als Johanna Müller).
- Aus der Sagen- und Märchenwelt des Harzes. 3 Bände. Schwanecke, Quedlinburg 1888 (Bd. 1: Unterharz; Bd. 2: Oberharz; Bd. 3: Kyffhäusersagen).
- König Hübich. Ein Harzmärchen. Vieweg, Quedlinburg 1889.
- Prinzeß Ilse. Märchen. Schimmelburg’sche Buchhandlung, Halberstadt 1890.
- Neues und Altes aus dem Sagenkreise des Vater Brocken. Märchen und Sagen. Vieweg, Quedlinburg 1891 (Nachdruck: Rockstuhl, Bad Langensalza 2010, ISBN 978-3-86777-189-4).
- Heinrich der Löwe. Ein Volksmärchen. Limbach, Braunschweig 1893.